# Bahrein ai Giochi della XXIX Olimpiade
Il Bahrein ha partecipato alle Giochi della XXIX Olimpiade di Pechino, svoltisi dall'8 al 24 agosto 2008, con una delegazione di 14 atleti.

## Atletica leggera
| Gara       | Atleta              | Batterie | Batterie | Semifinali  | Semifinali  | Finale       | Finale                    |
| Gara       | Atleta              | Tempo    | Pos.     | Tempo       | Pos.        | Tempo        | Pos.                      |
| ---------- | ------------------- | -------- | -------- | ----------- | ----------- | ------------ | ------------------------- |
| 800 m      | Yusuf Saad Kamel    | 1'46"94  | 2        | 1'44"95     | 3           | 1'44"95      | 5                         |
| 800 m      | Belal Mansoor Ali   | 1'45"95  | 5        | 1'46"37     | 5           |              |                           |
| 1500 m     | Belal Mansoor Ali   | 3'36"84  | 5        | 3'37"60     | 6           | 3'35"23      | 7                         |
| 1500 m     | Rashid Ramzi        | 3'32"89  | 3        | 3'37"11     | 11          | 3'32"94      | 1 squalificato per doping |
| 3000 siepi | Tareq Mubarak Taher |          |          | 8'23"66     | 4           | 8'21"59      | 11                        |
| 5000 m     | Rashid Ramzi        |          |          | non partito | non partito |              |                           |
| 5000 m     | Aadam Khamis        |          |          | 13'44"76    | 9           |              |                           |
| 5000 m     | Hasan Mahboob       |          |          | non partito | non partito |              |                           |
| 10000 m    | Hasan Mahboob       |          |          |             |             | 27'55"14     | 18                        |
| Maratona   | Nasar Sakar Saeed   |          |          |             |             | 2h 20'24"    | 37                        |
| Maratona   | Mustapha Al Riyadh  |          |          |             |             | non concluso | non concluso              |
| Maratona   | Abdulhak Zakaria    |          |          |             |             | non concluso | non concluso              |

| Gara   | Atleta             | Batterie | Batterie | Quarti | Quarti | Semifinali | Semifinali | Finale  | Finale |
| Gara   | Atleta             | Tempo    | Pos.     | Tempo  | Pos.   | Tempo      | Pos.       | Tempo   | Pos.   |
| ------ | ------------------ | -------- | -------- | ------ | ------ | ---------- | ---------- | ------- | ------ |
| 200 m  | Ruqaya Al Ghasra   | 22"81    | 1        | 22"76  | 1      | 22"72      | 6          |         |        |
| 1500 m | Maryam Yusuf Jamal |          |          |        |        | 4'05"14    | 1          | 4'02"71 | 5      |

## Nuoto
| Gara                        | Atleta             | Batterie | Batterie | Semifinali | Semifinali | Finale | Finale |
| Gara                        | Atleta             | Tempo    | Pos.     | Tempo      | Pos.       | Tempo  | Pos.   |
| --------------------------- | ------------------ | -------- | -------- | ---------- | ---------- | ------ | ------ |
| 50 m stile libero maschili  | Omar Yousef Jassim | 24"65    | 64       |            |            |        |        |
| 50 m stile libero femminili | Sameera Al Bitar   | 30"32    | 74       |            |            |        |        |

## Tiro
| Gara                  | Atleta       | Qualificazioni | Qualificazioni | Finale    | Finale       | Finale |
| Gara                  | Atleta       | Punteggio      | Pos.           | Punteggio | Punt. totale | Pos.   |
| --------------------- | ------------ | -------------- | -------------- | --------- | ------------ | ------ |
| carabina 50 m a terra | Salman Zaman | 588            | 37             |           |              |        |